# 中込純次
中込純次（なかごめ じゅんじ、1906年12月22日-2001年5月27日）は、日本の詩人、フランス文学者、翻訳家。
山梨県生まれ。文化学院大学卒。別府大学教授、文化学院監事。フランス文学・美術の評論のほか翻訳を多く行った。

## 著書
- 『母と恋人』国風閣 1929
- 『映像 中込純次詩集』昭森社 1955
- 『晶子の世界』短歌新聞社 短歌新聞選書 1975
- 『印象派以後』審美社 1983
- 『或る中学生日記』白夢会 1986
- 『パリの詩人ボードレール』古川書房 1987
- 『追憶 中込純次詩集』近代文芸社 日本詩人文庫 1990
- 『アポリネールと立体派の画家たち』書肆青樹社 世界詩人叢書 1993

### 翻訳
- 『海の墓 仏蘭西訳詩集』訳編 野葡萄社 1939
- フランクリン・ディクスン原作『崖の上の家』西沢富絵 保育社の探偵冒険全集 1957
- マリア・トラップ『菩提樹』三笠書房 1957 
  - マリア・フォン・トラップ『サウンド・オブ・ミュージック』三笠書房 若い人たちのための世界名作への招待 1967
- 『河は呼んでる 対訳映画シナリオ』訳註 白水社 1958
- フレデリック・ダール『絶体絶命』三笠書房 1958
- 『今晩おひま?』訳注 南江堂 欧州映画シナリオシリーズ仏和対訳 1959
- ルイス・サスラフスキー『すずらん祭』三笠書房 若草文庫 1959
- フレデリック・ダール『ピンチ』三笠書房 1959
- フレッド・カサック『日曜日は埋葬しない』早川書房 1961
- デイヴィド・ダグラス・ダンカン『ピカソの世界 その生活をめぐって』白水社 1962
- 『ヴェルレーヌ詩集』三笠書房 世界の名詩集 1967
- ジョン・クレランド『ファニー・ヒル』三笠書房 1969
- マリア・フォン・トラップ『絶妙な道のり』中央出版社 1976
- フランソワ・ポルシェ『ボードレールの傷ましき生涯』昭森社 1982
- ジョルジュ・ジュアメル『未来生活情景』審美社 1985